# Don't Go Away
Singles de Oasis
All Around The World
(1997) Acquiesce
(1998)
Pistes de Be Here Now
Fade-In-Out Be Here Now
Don't Go Away est une chanson du groupe de rock anglais Oasis tirée de leur troisième album, Be Here Now (1997), et écrite par le guitariste-compositeur Noel Gallagher. La chanson est sortie en single uniquement au Japon, et s'est classée à la 48e place et aux États-Unis où il a culminé à la 5e position sur le Billboard Hot Modern Rock Tracks à la fin 1997 à partir de son classement radio, ce qui a été la meilleure position d'un single d'Oasis aux États-Unis jusqu'en 2008. 
La chanson traite de la perte d'un proche, et a été rédigée par Noel Gallagher quand sa mère, Peggy, a été hospitalisée et soupçonnée d'avoir un cancer. Sa mère n'en était pas atteinte, mais l'expérience a donné à Noel l'idée d'écrire quelque chose de "tout à fait sombre".
Liam Gallagher prétend avoir pleuré tout en enregistrant la chanson, et dans une interview de 1997, a déclaré : "I just thought 'fuck that, I can't be singing this song' and I had to go away and sort myself out" ("Je me suis dit "Merde, je ne peux pas chanter ça" et j'ai eu besoin de m'éloigner et de laisser couler"). Après avoir écouté la version album de la chanson, il a avoué être très fier de ses performances vocales.

## Histoire
Dans une interview de 1997 pour la promotion du single, Noel Gallagher avait déclaré sur le morceau : "C'est une chanson très triste qui parle de ne pas vouloir perdre quelqu'un de qui vous êtes proche. Je n'ai jamais tenu de tels propos auparavant. Cette chanson est sombre, et il ne faut pas la prendre comme un faux sentiment. Nous avons mis Burt Bacharach aux cordes parce qu'il est le maître d'adaptation en chansons. J'ai fait tous les arrangements de cordes avec lui. J'ai essayé de le garder aussi simple que possible."

## Faces-B
La version live de Cigarettes & Alcohol a été enregistrée 14 décembre 1997 au G-MEX de Manchester, ville natale d'Oasis.
Sad Song, est initialement apparue en tant que piste bonus sur la version vinyle du premier album de Oasis, Definitely Maybe. Elle est aussi apparue sur l'édition japonaise du CD de Definitely Maybe.
La version 'Warchild' de Fade Away provient de l'album HELP enregistré en septembre 1995 au profit de l'ONG War Child afin de venir en aide aux enfants de Bosnie-Herzégovine alors en guerre. Elle est dotée de Noel au chant, et d'invités comme Johnny Depp à la guitare, Kate Moss au tambourin, Liam et Lisa Moorish aux chœurs.

## Liste des titres
1. Don't Go Away
2. Cigarettes & Alcohol (Live from GMEX, Manchester, Décembre 14, 1997)
3. Sad Song
4. Fade Away (Warchild version)